# Ligure ancien
Pour les articles homonymes, voir Ligure (homonymie).

Carte ethnique d'Italie au La zone ligure est en vert.

Le ligure ancien était la langue antique des Ligures qui peuplaient le Nord-Ouest de l'Italie, le Sud-Est de la France avec les Alpes maritimes également situé dans la zone géographique italienne, et peut-être la Corse et le nord-est de l'Espagne. C’était une langue probablement d'origine indo-européenne. Elle était peut-être intermédiaire entre les langues celtiques[réf. nécessaire] et les langues italiques.

## Historique

Les langues de la péninsule italienne au IIIe siècle av. J.-C.. En rose, les langues d'origine non indo-européenne. 'N4' est la population ethnico-culturelle ligure.

Les auteurs anciens distinguaient clairement les Ligures des Celtes voisins, bien qu'ils aient noté la similitude de leurs coutumes. Henri d'Arbois de Jubainville considérait que le ligure descendait d'un substrat non-indo-européen répandu dans la Méditerranée occidentale et correspondait approximativement aux territoires associés à la culture de la céramique cardiale des 6e et 5e millénaire av. J.C.
Nous ne possédons aucun texte complet en langue ligure. On ne connaît cette langue que par quelques noms propres (toponymes, ethnonymes et anthroponymes) et quelques termes cités par les auteurs antiques. Ainsi, d'après Hérodote, le mot sigynna aurait signifié « marchand »,. Pline l'Ancien nous informe que les Ligures appelaient le Pô Bodincus, ce qui signifierait « sans fond » et que le seigle avait pour nom asia dans la langue des Taurini.
Le ligure a des affinités phonétiques à la fois avec le groupe italique et les langues celtiques, mais son vocabulaire le rapproche du celtique[réf. nécessaire]. Certains ethnonymes ligures n'ont cependant pas d'étymologie indo-européenne.
Cela dit, le ligure est généralement considéré comme une langue indo-européenne. Le pionnier de cette théorie est l'historien et celtologue Henri d'Arbois de Jubainville. Certains auteurs (Benvenuto Terracini, Paul Kretschmer, Hans Krahe), pour expliquer la présence d'ethnonymes non indo-européens, ont supposé qu'un peuple indo-européen aurait imposé sa domination à des populations pré-indo-européennes. Bernard Sergent considère, quant à lui, le ligure comme un idiome du groupe celtique.
La géographie de Strabon, du livre 2, chapitre 5, section 28 :

« Les Alpes sont habitées par de nombreuses nations, toutes celtiques à l'exception des Ligures, qui, bien que d'une race différente, leur ressemblent étroitement dans leur mode de vie. Ils (les Ligures) habitent cette partie des Alpes qui est à côté des Apennins, et aussi une partie des Apennins eux-mêmes. Cette dernière crête montagneuse traverse toute la longueur de l'Italie du nord au sud et se termine au détroit de Sicile. »

— Strabon (Ier siècle av. J.-C.).
Cette zone correspond à l'actuelle région de la Ligurie en Italie ainsi qu'au département des Alpes-Maritimes dont la majeure partie est également située dans la zone géographique italienne.
L'écrivain, naturaliste et philosophe romain Pline l'Ancien écrit dans son livre L'Histoire Naturelle livre III chapitre 7 sur les Ligures et la Ligurie :

« Les plus célèbres des tribus ligures au-delà des Alpes sont les Salluvii, les Deciates et les Oxubii (...) La côte de la Ligurie s'étend sur 211 milles40, entre les fleuves Var et Magra. »

— Pline l'Ancien (Ier siècle).
Tout comme Strabon, Pline l'Ancien situe la Ligurie entre les fleuves du Var et de la Magra. Il cite également les peuples ligures vivant de l'autre côté des rives du Var et des Alpes. Il écrit dans son livre L'Histoire Naturelle livre III chapitre 6 :

« La Gaule est séparée de l'Italie par le fleuve Var, et par la chaîne des Alpes (...) Forum Julii Octavanorum, une colonie, qui est aussi appelée Pacensis et Classica, le fleuve Argenteus, qui le traverse, puis le district des Oxubii et celui des Ligauni (populations ligures), au-dessus desquels se trouvent les Suetris, les Quariats et les Adunicates (populations celtes). Sur la côte, nous avons Antipolis, ville de droit latin, le district des Deciates (population ligures), et la fleuve Var, qui vient du mont Cema, dans les Alpes. »

— Pline l'Ancien (Ier siècle).
Il n'y a donc aucun témoignage archéologique ou texte ancien qui affirme la présence des Ligures dans le sud de la Gaule excepté dans l'Ouest des Alpes-Maritimes, car l'Est de ce département est dans la zone géographique italienne. On note que Pline l'Ancien cite les peuples ligures entre le fleuve Argenteus et le Var, qui correspond à la partie occidentale des Alpes-Maritimes. Le sud de la Gaule était donc peuplé de Celtes avant les invasions germaniques des Francs à la fin de l'Empire romain. Alors que la Ligurie était peuplée de population italique, les Ligures.

## Toponymie
L'étude de la toponymie a révélé la présence d'éléments ligures non seulement dans le sud des Alpes et le nord-ouest des Apennins, mais aussi dans l'est de la Sicile, en pays élyme, dans la vallée du Rhône et en Corse.
On attribue à la langue ligure les toponymes terminés par -ascu, -oscu, -uscu, -incu ou -elu.

### France
Parmi les type -ascu, -oscu ou -uscu on peut citer Manosque ; Tarascon ; Venasque ; Artignosc ; Branoux ; Flayosc ; Gréasque ; Lantosque ; Gordolasque ; Vilhosc ; Chambost ; Albiosc et Névache dans le sud-est de la France, et Grillasca, Palasca, Popolasca, Salasca et Asco en Corse. On le retrouve dans les gentilés tendasques, brigasques, et plus généralement dans le royasque.
Arlanc ; Nonenque et l'ancien nom de Gap (Vappincum) sont du type -incu. Le type -elu est représenté par Cemenelum (aujourd'hui Cimiez) et peut-être Ramatuelle (Ramatuella en 1056, suffixe -elu, tombé dans l'attraction du diminutif latin -ella).

### Italie
Des éléments ligures ont été révélés en Vallée d'Aoste (notamment pour Barmasc et Périasc, hameaux d'Ayas), dans le Piémont, la Toscane, l'Ombrie, le Latium et dans l'est de la Sicile.

### Espagne
Benasque